# Pseudepipona fouadi
Pseudepipona fouadi är en stekelart. Pseudepipona fouadi ingår i släktet Pseudepipona och familjen Eumenidae. Utöver nominatformen finns också underarten P. f. tensiftensis.